# Basílica Sagrado Coração de Jesus (Minas Gerais)
A Basílica Sagrado Coração de Jesus está localizada em Conselheiro Lafaiete, Minas Gerais, é a realização de antigo sonho da Arquidiocese de Mariana. Desde os meados da década de 1920 existia o projeto de construção de um centro de devoção ao Sagrado Coração de Jesus nesta Arquidiocese. Dom Silvério Gomes Pimenta quis estabelecer este centro na cidade de Mariana, utilizando para isso a Igreja de São Pedro dos Clérigos. Para tal, pretendia obter da Santa sé a dignidade de Basílica para esta Igreja. Como o templo se encontrava em ruínas havia mais de cem anos, Dom Silvério o concluiu quase inteiramente. Adquiriu-lhe uma Imagem do sagrado Coração de Jesus, por volta de 1922, vinda da Europa, mas, sobreveio-lhe a morte, pelo que não pode realizar completamente o seu desejo.

## História[1]

### Antecedentes da Criação da Paróquia
Dom Helvécio, direto sucessor de Dom Silvério, também desejou dotar a Arquidiocese de um santuário do Sagrado Coração de Jesus. A expensas de Dona Alice Wigg, ergueu-lhe para tal fim majestoso templo em Miguel Burnier, tendo em vista o entroncamento de três linhas férreas no local, das cidades de Conselheiro Lafaiete, Belo Horizonte e Mariana. Entretanto, não se realizaram as romarias àquele templo. Ademais, com a alienação dos terrenos adjacentes a Igreja a uma Companhia Siderúrgica, ficou tal templo isolado.
O progresso rodoviário, empreendido pelo presidente Juscelino Kubitschek de Oliveira, porém, mudou, nos desígnios da Divina Providência a história. Desejou, então, Dom Helvécio uma Paróquia consagrada ao Coração de Jesus na cidade de Conselheiro Lafaiete. Em agosto de 1954, benzeu a Pedra Fundamental, em presença de vários Bispos, reunidos em tal cidade para um Congresso Mariano. Tal ato ocorreu na Paróquia de São Sebastião.
Dom Oscar de Oliveira, sucessor de Dom Helvécio, deu continuidade ao projeto iniciado por Dom Silvério, e em 6 de Janeiro de 1962, criou o Curato do Sagrado Coração de Jesus, elevando-o a Paróquia a 1º de Janeiro de 1965.

### A Capela de Nossa Senhora da Paz do Cabo Verde
A Paróquia do Sagrado Coração de Jesus, portanto, foi criada para atender as necessidades pastorais e o bem do povo de Deus da Arquidiocese de Mariana na Cidade de Conselheiro Lafaiete, MG. Para tanto, em 1960, o Arcebispo de Mariana atendia aos pedidos do então pároco da Matriz de Nossa Senhora da Conceição de Lafaiete, Cônego José Sebastião Moreira, criando o Curato provisório até a elevação da Paróquia do Sagrado Coração de Jesus toda desmembrada do território paroquial da Matriz de Nossa Senhora da Conceição, primeira Matriz da cidade.
A parte que deveria se separar da Matriz de Nossa Senhora da Conceição era conhecida como "Colina do Cabo Verde". Aí havia, antes de 1910, um cruzeiro cercado de réguas com uma pequena guarida na frente e a ermida que ali se erguia era chamada de Capelinha da Santa Cruz. Mais tarde, por volta de 1910, pertencendo ao território da Paroquia de Nossa Senhora da Conceição, no local em que hoje se encontra a Basílica, uma pequena Capela foi erguida, sendo doada uma imagem dedicada a Nossa Senhora da Paz, inaugurada em 9 de Julho.
A Capela do Cabo Verde ainda passou por melhoras, graças ao empenho do Cônego José Sebastião Moreira, que a reconstruiu a partir de 1951, conforme o modelo de uma Igreja vista por ele em Portugal. Esta Capela serviu de centro para a criação do Curato do Sagrado Coração de Jesus, conforme protocolo A/62001 de 6 de Janeiro de 1962, assinado por Dom Oscar de Oliveira, Arcebispo de Mariana. Esta Capela foi demolida no dia 12 de Fevereiro de 1968, para dar início às obras do Santuário Arquidiocesano do Sagrado Coração de Jesus.

### O Curato do Sagrado Coração de Jesus
No dia 14 de Janeiro de 1962, Dom Oscar de Oliveira provisionou para erguer o Curato preparando-o para sua elevação à Paróquia, o Reverendo Monsenhor Modesto Paiva dizendo que os Sagrados Mistérios e atos paroquiais deveriam ser celebrados na sede provisória da Igreja de Nossa Senhora da Paz, sita no âmbito do Curato. Monsenhor Modesto, no entanto, não tomou posse, considerando seu estado de saúde debilitado. Desde 1962, assumiu os encargos de pastoral e celebrações o Cônego Galdino Rodrigues Malta, celebrando todos os Domingos na Igreja da Paz.
Pertencia ao curato e posteriormente à Paróquia os seguintes núcleos de povoação:
- Capela de Passagem de Queluz;
- Capela de São José do Rancho Novo;
- Capela da Água Preta;
- Região de Almeidas;
- Capela de São José Operário do Morro da Mina;
- Vila Resende;
- Bairro Nossa Senhora da Conceição;
- Cabo Verde;
- Chapada;
- Museu e
- Rua do Quebra.

Desde então, o culto ao Sagrado Coração de Jesus começou a ter ampla divulgação. A primeira Novena das Nove Primeiras Sextas-Feiras na Igreja de Nossa Senhora da Paz aconteceu de janeiro a setembro de 1963, pelo Reverendíssimo Monsenhor Rafael Arcanjo Coelho.

### A Paróquia do Sagrado Coração de Jesus
Dom Oscar de Oliveira estabeleceu o dia 1º de Janeiro de 1965 como o dia da criação da Paróquia do Sagrado Coração de Jesus. Cônego Moreira, pároco da Matriz de Nossa Senhora da Conceição, junto dos fiéis da futura paróquia, realizaram um Tríduo Preparatório para a instalação da Paróquia e para a Acolhida do novo Pároco, Padre Hermenegildo Adami de Carvalho.
Chegando o grande dia, a população recebeu o pároco pela manhã, e, com festa e ruas enfeitadas, reuniu-se diante da Igreja da Paz na qual, pela Celebração da Eucaristia, foram lidos o Decreto de Criação da Paróquia do Sagrado Coração de Jesus por Dom Rodolfo das Mercês Pena e a Provisão de Pároco a Padre Hermenegildo, pelo representante de Dom Oscar na celebração, Cônego Moreira recebendo de Padre Hermenegildo, sua profissão de fé.

## A Construção do atual Templo
A história da Paróquia do Sagrado Coração de Jesus é inseparável da construção e funcionamento do Santuário Arquidiocesano, elevado em 2003 ao título de Basílica Menor. Além de ser o local amplo e funcional para as diversas celebrações litúrgicas, sem dúvida, a imponente obra constitui um fator visível da profunda fé e devoção que nosso povo tem ao Sagrado Coração de Jesus, fruto concreto do esforço de tantas pessoas que contribuíram e contribuem, cada qual a seu modo, da construção do Reino de Deus em nosso meio.
Instalada a Paróquia, a pequena Capela da Paz serviu de Matriz. Ora, as peregrinações sempre foram constantes e a participação do povo nas celebrações exigiam um local maior para as celebrações. Desde o Decreto de criação da Paróquia, a importância de se construir uma grande Igreja já era pensada.
Esta preocupação levou Dom Oscar de Oliveira a Lafaiete no dia 28 de Fevereiro de 1965 em companhia do Monsenhor Guilherme Schubert, membro da Comissão de Arte da Arquidiocese de Mariana. Junto ao Monsenhor Hermenegildo, Dom Oscar de Oliveira e Monsenhor Schubert examinaram os locais da construção da futura Igreja. Era importante, segundo Dom Oscar, construir "uma Igreja ampla, podendo conter mil pessoas assentadas, e seja um dia, um piedoso centro de romaria e assim elevado a honraria de Santuário".

### A Basílica do Sagrado Coração de Jesus
A Basílica do Sagrado Coração de Jesus é uma Igreja que começou a ser construída na década de 60, na cidade de Conselheiro Lafaiete - MG. Feita em estilo contemporâneo ela tem capacidade para 1.100 pessoas sentadas abrigando um total de 5 mil fiéis. Seu primeiro pároco foi o Monsenhor Hermenegildo, falecido em 6 de julho de 1994.
Hoje, é a Igreja mais importante da Região, organizando a maior festa em honra ao Sagrado Coração de Jesus da região.
A paróquia do Sagrado Coração de Jesus foi criada pelo Arcebispo Dom Oscar de Oliveira, e seu primeiro pároco, Padre Hermenegildo Adami Carvalho, empossado dia 1° de janeiro de 1965. No mesmo ano, começaram, às sextas feiras, as visitas de numerosos fiéis, à antiga capelinha dedicada a Nossa Senhora da Paz, na qual se instalou a recém-criada paróquia.
A imagem do Sagrado Coração de Jesus chegou de Mariana no dia 25 de junho de 1966, trazida por D; Oscar, sendo então recebida por grande número de pessoas. Desde o início, o então padre Hermenegildo Adami de Carvalho, se dedicou inteiramente para que a grande obra chegasse ao seu término. 
No dia 2 de julho de 1967, após intensa e fervorosa preparação, o pároco introduziu a prática da entronização dos Sagrados Corações de Jesus e Maria nos lares, dirigindo as cerimônias coletivamente através das ondas da Rádio Carijós, de Conselheiro Lafaiete. 
A construção do Santuário Arquidiocesano do Sagrado Coração de Jesus teve início no dia 29 de julho de 1968 e as obras se desenvolveram rapidamente com a generosa participação dos fiéis em suas contribuições financeiras. A solene sagração se deu em 8 de junho de 1975. Considerado o ano Santo, um ano antes, em 30 de junho de 1974 teve-se a peregrinação de milhares de fiéis ao Santuário Arquidiocesano Sagrado Coração de Jesus. Provindos de paróquias locais e de toda Arquidiocese, os fiéis estiveram presentes liderados pelos seus respectivos párocos e participaram das cerimônias presididas pelo Arcebispo Metropolitano D. Oscar de Oliveira. Ao final das cerimônias, a massa popular expandiu-se em manifestações de júbilo e fé, com hosanas e saudações ao Sagrado Coração de Jesus. 
Doadas pelo senhor Arcebispo Dom Oscar de Oliveira, o Santuário tem em seus altares as preciosas relíquias de São Concórdio e Santa Letância. 
No dia 23 de novembro de 2003, a igreja do Sagrado Coração de Jesus, foi elevada ao título de Basílica.